# هانس بوبک
هانس بوبک (انگلیسی: Hans Bobek) (زاده ۱۹۰۳ در کلاگن‌فورت، درگذشته ۱۹۹۰ در وین) جغرافی‌دان اتریشی بود که پس از پایان تحصیلات خود در دانشگاه اینسبروک در رشته جغرافیا به منصب استادی این رشته در دانشگاه وین رسید. هانس بوبک به دلیل فعالیت‌های خود در زمینه جغرافیای فرهنگی و اجتماعی، جغرافیای شهری و جغرافیای منطقه‌ای در خاور نزدیک، خاورمیانه و ایران معروف است. 